# Madiza nitens
Madiza nitens är en tvåvingeart som först beskrevs av Axel Leonard Melander 1913.  Madiza nitens ingår i släktet Madiza och familjen sprickflugor. Inga underarter finns listade i Catalogue of Life.